# Wybory do Parlamentu Europejskiego w Luksemburgu w 1979 roku
Wybory do Parlamentu Europejskiego w Luksemburgu w 1979 roku zostały przeprowadzone 10 czerwca 1979. Do zdobycia było 6 mandatów, o które ubiegało się 5 partii politycznych.
| Nazwa Partii                                  | Ilość Głosów % | Liczba mandatów |
| --------------------------------------------- | -------------- | --------------- |
| Chrześcijańsko-Społeczna Partia Ludowa        | 36,2%          | 3               |
| Partia Demokratyczna                          | 28,1%          | 2               |
| Luksemburska Socjalistyczna Partia Robotnicza | 21,6%          | 1               |
| Partia Socjaldemokratyczna                    | 7%             | 0               |
| Komunistyczna Partia Luksemburga              | 5%             | 0               |
| Pozostali                                     | 2,1%           | 0               |
| Suma                                          | 100%           | 6               |